# Örnsköldsviki repülőtér
Az Örnsköldsviki repülőtér (IATA: OER, ICAO: ESNO) Svédország egyik nemzetközi repülőtere, amely Örnsköldsvik közelében található. Éves utasforgalma 10 419 fő (2022).

## Futópályák
A repülőtér futópályái:
- 12/30

## Forgalom
Az utasforgalom az elmúlt években az alábbi módon változott:
| Utasok száma | 142 934 | 132 751 | 91 935 | 90 885 | 80 161 | 84 088 | 76 389 | 89 562 | 14 976 | 10 419 |
|              | 2005    | 2007    | 2009   | 2011   | 2013   | 2014   | 2016   | 2018   | 2020   | 2022   |